# Хван Ок Сіл
Хван Ок Сіл (кор. 황옥실, 25 березня 1972, Пхеньян) — північнокорейська ковзанярка. Бронзова призерка зимових Олімпійських ігор 1992 у шорт-треку на 500 м, що проходили в Альбервілі.